# Mas Sant Joan (Sora)
El Mas Sant Joan és una masia de Sora (Osona) inclosa a l'Inventari del Patrimoni Arquitectònic de Catalunya.

## Descripció
Edifici civil de mitjanes dimensions amb teulada a dues vessants i orientat a ponent. Destaca a la façana principal una galeria d'arcs rebaixats on hi ha la data de 1792 i constituiria una segona fase de construcció.
L'edifici originari amb un portal dovellat tapat per la construcció de l'eixida data de principis del segle xvii. En una llinda d'una anterior finestra que ara dona a la galeria hi ha la inscripció: "Tor de Joanet-1619".
A la banda de migdia hi ha una cabana amb una gran volta semicircular de pedra superposada.

## Història
L'any 1338, en la venda que feu en Marc de Sant Agustí a en Pere Sala del delma de Sora surt documentat "el mas de Sant Johan".
En una llista de masos de Sora de l'any 1606, consta que hi vivien al mas Sant Joan: Baltasar Nogué, la seva muller Margarida. En un testament de Mossén Pere Noguer, rector de Tagamanent, hereu dels masos Nogué, Sant Joan i Solà, units tots al Nogué i que es realitza el 12 de novembre de 1647, es veu la vinculació de Sant Joan amb el Nogué.